# Epectasis hiekei
Epectasis hiekei là một loài bọ cánh cứng trong họ Cerambycidae.